# 大普拉亚
大普拉亚是巴西圣保罗州的一个市镇。总面积149.079平方公里，总人口245386人，人口密度1646人/平方公里。